# Arborismo

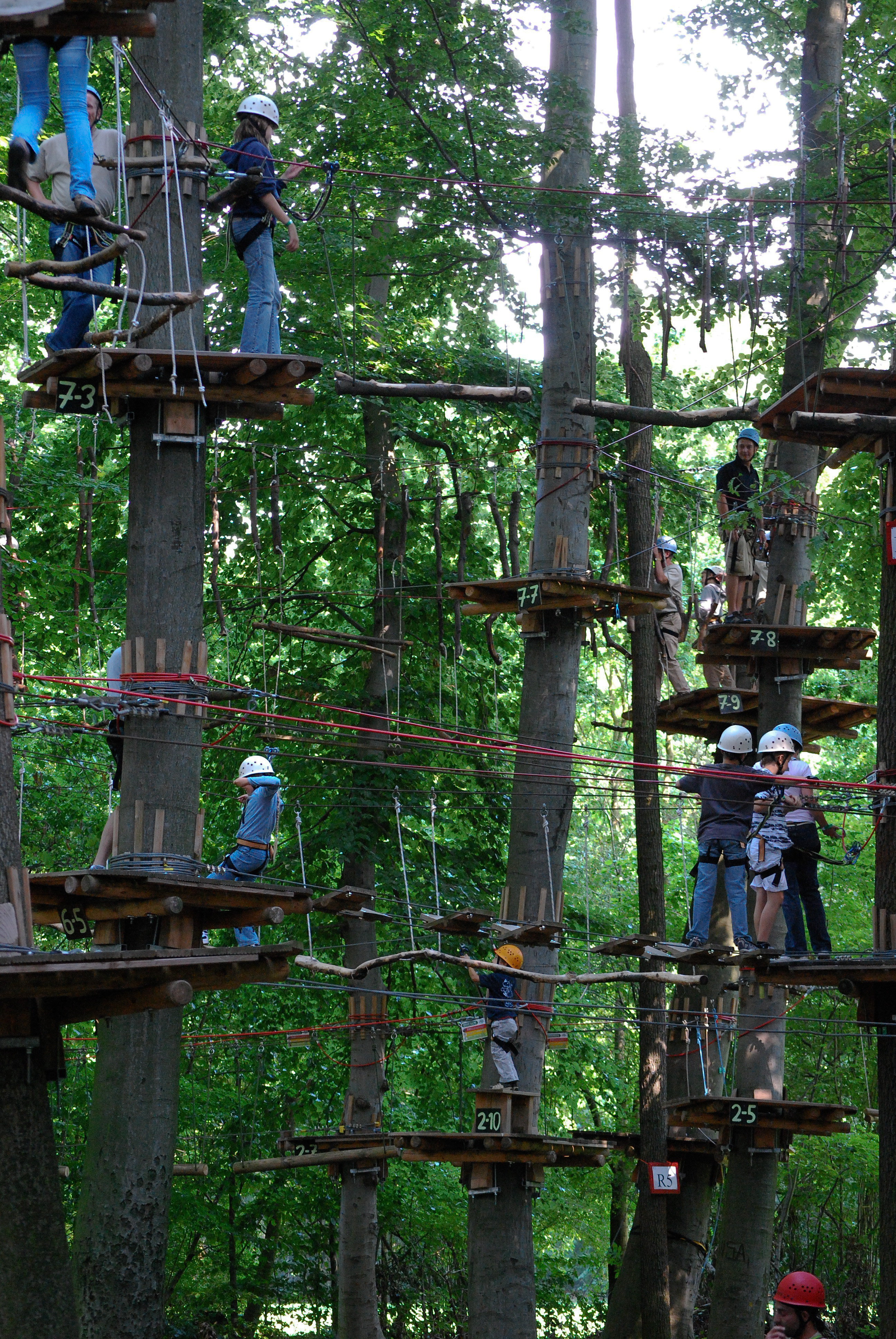
Arborismo em Offenbach am Main, Alemanha.

No português de Portugal, o arvorismo ou arborismo consiste numa actividade desportiva de lazer ao ar livre, assente em  plataformas instaladas em árvores, onde se possibilita ao praticante a realização de vários percursos de obstáculos, em dificuldade crescente. Neste caso, as árvores servem apenas como torres de suporte para equipamentos fixos, utilizadas em atividades lúdicas, desportivas e turísticas.
No português brasileiro, distingue-se “arvorismo”, que se refere à escalada no elemento vivo, a árvore, que é o ponto central de toda a atividade, de "arborismo", que é, essencialmente, uma atividade preservadora das árvores e da natureza.

## Descrição
Esta actividade é desenvolvida, hoje em dia, empregando uma série de técnicas e materiais de outras modalidades desportivas realizadas ao ar livre, dentre as quais se contam: a escalada; a via ferrata; a tirolesa, rappel e percursos de obstáculos com cordas.

## Questões de terminologia

### Portugal
Nos conformes lexicográficos do português de Portugal, ambas as grafias «arborismo» e «arvorismo» são gramatical e vernacularmente lídimas, encontrando-se ambas dicionarizadas, sem qualquer distinção entre si, no que toca ao significado ou uso.
Sendo que nenhum dos termos é considerado um estrangeirismo ou um decalque, pela lexicografia portuguesa, indicando-se como etimologia os étimos «arbor», do latim, por via erudita, e «árvore» do português comum, por via popular, respectivamente.

### Brasil
No entanto, no âmbito do português brasileiro, afigura-se alguma difidência doutrinal, quanto às duas palavras. De acordo com os autores brasileiros, as regras de derivação na língua portuguesa exigem que os derivados sejam compostos a partir dos radicais das palavras, nesse caso "arbol" ou "arbor", e portanto, "arborismo" seria a forma correta de grafia da palavra. Adicionalmente, "arvorismo" está atrelado ao verbo reflexivo "arvorar-se", e portanto com significado totalmente díspare do esporte radical entre as copas das árvores.
Vale registrar que a introdução do termo "arvorismo" no Brasil foi feito por um francês, praticante do esporte, e com conhecimento limitado da língua portuguesa.
Alguns defensores da possibilidade dupla do termo, afirmam que a palavra árvore vem da palavra latina arbor, arboris. Da palavra já portuguesa árvore, fizeram-se derivados como arvorecer, arvorescência, arvorescente. Só que para a formação de outras palavras, chamadas eruditas, foi-se buscar a raiz latina e se formaram palavras como arborizar, arborização, arborista, arboricultor. 
No entanto, não se trata de um argumento inquestionável, uma vez que alguns dicionários não apresentam os exemplos citados com a letra "v", embora citem arborescer, arborescência e arborescente.
Como se vê, o vocábulo arvorismo é formado a partir da palavra portuguesa árvore; já ARBORISMO é formado a partir da raiz latina. Só o uso, ao longo do tempo, vai dizer qual das duas formas irá se firmar, porém como as avenidas são arborizadas e não arvorizadas e utilizamos mais arborização, o mais provável é que fique o "arborismo."

## Legislação

### Portugal
Nos conformes da lei portuguesa o arborismo, ou arvorismo, trata-se de uma actividade desportiva de turismo ao ar livre, nos termos da rúbrica I do Anexo do Decreto-Lei 186/2015, de 3 de setembro, a qual consiste na superação de um percurso de obstáculos, realizado em plataformas suspensas nas copas de árvores, ligadas entre si por pontes de corda ou cabos.
O arborismo é praticado em Portugal em parques próprios para o efeito, classificados como Recintos de Diversão, nos termos do art.º 3.º do Decreto -Lei n.º 309/2002 de 16 de Dezembro, carecendo, além da emissão de uma licença da Direcção Geral de Turismo. 
Em Portugal, existe a plataforma digital do arborismo, onde se reúnem as empresas que exploram parques de aventura, dedicados ao arborismo ou que incluem actividades de arborismo. 

### Brasil
A ABETA - Associação Brasileira das Empresas de Ecoturismo e Turismo de Aventura se refere a atividade como Arvorismo. A norma da ABNT - Associação Brasileira de Normas Técnicas, NBR 15500 cujo escopo é definir os termos usados nas atividades de turismo de aventura está da seguinte maneira: Arvorismo (arborismo) - locomoção por percursos em altura instalados em árvores ou em outras estruturas. Dentro das atividades de turismo de aventura, o que está se firmando é o termo arvorismo.
Arvorismo consiste em realizar percursos no meio das árvores( geralmente se passa nas alturas ), passando por diversos obstáculos e dificuldades, além de tirolesas. Há parques que fazem percursos de arvorismo para pessoas atravessarem, as vezes separados em níveis de dificuldades. O preço varia muito, mas geralmente fica em torno de 50 reais.

## História
Originalmente, o arborismo foi concebido como uma forma de treino físico, tendo ulteriormente passado a ser usado como uma ferramenta de teor didáctico e terapêutico. Ultimamente, o arborismo tem sido integrado no âmbito da animação turística, encarado como uma atividade de recreio e lazer. 

### Percursores históricos
O gérmen desta atividade remonta à Antiguidade clássica, onde já se recorria à criação de percursos de obstáculos, em pontes de corda, com o fito de funcionar como método de treino físico para tropas. 
Outro paralelo histórico remoto encontra-se nas tirolesas, um meio de transporte utilizado para atravessar vales nos Alpes e Himalaias.

### Herbetismo
No advento do século XX, em França, George Hébert, um oficial da Marinha Francesa, concebeu uma metodologia de treino físico, que operava por meio de percursos de obstáculos, com recurso a cordas, cabos de aço e postes de madeira, sendo que o escopo principal era o de criar desafios mentais, físicos e emocionais para os participantes 
Esta metodologia de treino ficou conhecida como herbetismo.

### Década de 40
Por torno da década de 40, este tipo de percursos de obstáculos granjeou particular popularidade nas escolas da associação Outward bound, no Reino Unido, fazendo parte integrante do currículo escolar. Com efeito, revestia-se de tal importância, que estes percursos de obstáculos chegaram, inclusive, a constar das provas de graduação físicas, como forma de apurar as habilidades atléticas dos alunos 

### Década de 60
Mercê da popularidade granjeada no Reino Unido, as escolas da Outward bound acabaram por chegar aos Estados Unidos da América, por volta da década de 60, rapidamente se propalando pelo território. Naturalmente, o currículo das escolas Outward Bound nos Estados Unidos, também incluía percursos de arborismo, como ferramentas educativas e de valência terapêutica.

### Década de 70
Nos Estados Unidos, começou-se a estudar os benefícios terapêuticos do arborismo como forma de exercício e foi nessa sequência que começaram a ser introduzidos programas de arborismo nas públicas americanas, inseridos no modelo de educação experimental Project Adventure, em sede do qual se almejava trabalhar as capacidades físicas e mentais no ensejo das aulas de educação física, atento um ideário de mens sana in corpore sano.
Até então, os percursos de arborismo eram gizados por molde a servirem fundamentalmente como um desafio físico, o que os tornava menos acessíveis à população geral. À medida que se foi generalizando a concepção do arborismo como uma forma simultânea de exercício físico e psíquico, foram surgindo percursos de arborismo concebidos de feição a funcionarem como quebra-cabeças, susceptíveis de se resolver não apenas com recurso a competências puramente físicas, mas também intelectuais.
Destarte, por volta de 1975, desponta um novo de sistema de segurança, que conferia maior autonomia aos arboristas, suprimindo a necessidade de se recorrer às estações de segurança, ocupadas por um assistente para cada arborista, incumbido de os segurar ou agarrar, caso fosse necessário.
O sistema servia-se de técnicas de progressão típicas da via ferrata e consistia em armar o arnês do arborista com duas cordas, que se ligavam a um cabo ao longo do percurso, por molde a dar-lhe mais flexibilidade e autonomia, dentro do percurso de obstáculos.
Ainda nesta altura, na Costa Rica, começa-se a implementar técnicas de arborismo, em ambientes de floresta tropical, para explorar as copas das árvores. É este ensejo que servirá para precipitar a transformação do arborismo num produto turístico ao ar livre e de actividade de interpretação da natureza.

### Décadas de 80 e 90
Já na recta final do século XX, começa a operar-se uma revolução no arborismo, que se vai convolando, de uma actividade de exercício físico e mental, com finalidades terapêuticas, para passar a afigurar-se como uma actividade turística e de lazer. 
Dada esta mudança de paradigma, em que passa a ser uma actividade puramente recreativa, o arborismo começa a integrar-se dentro de parques de aventura, aliado a outros conjuntos de atividades de aventura.
Esta actividade rapidamente se espalhou pela Europa, tendo a França e a Alemanha desempenhado o papel central na evolução dos parques aventura.

## Tradução
- Inglês - Adventure Park, Tree-Top Adventures, Rope Course, High Ropes.